# De första på månen
De första på månen (ПЕРВЫЕ НА ЛУНЕ) är en rysk fiktiv dokumentärfilm från 2005, filmen kretsar om ett hemligt sovjetiskt rymdprogram på 1930-talet. Filmen var regidebut för Aleksei Fedorchenko. 
Filmen hade premiär år 2005 men publicerades av filmbolaget på Youtube år 2013.

## Handling
Filmen kretsar kring hur en grupp kosmonauter tränas för ett uppdrag till månen.